# ان‌جی‌سی ۶۱۲۰
ان‌جی‌سی ۶۱۲۰ (انگلیسی: NGC 6120) نام یک کهکشان مارپیچی است.